# این موضوع است
این موضوع است 
(به تلوگویی: Idi Sangathi) فیلمی هندی محصول سال ۲۰۰۸ و به کارگردانی چاندرا سیدهارتا است. در این فیلم بازیگرانی همچون تابو، عباس، کوتا سرینیواسا راو و آنیتا حسناندانی ریدی ایفای نقش کرده‌اند.